# Pfarrkirche St. Johann im Saggautal

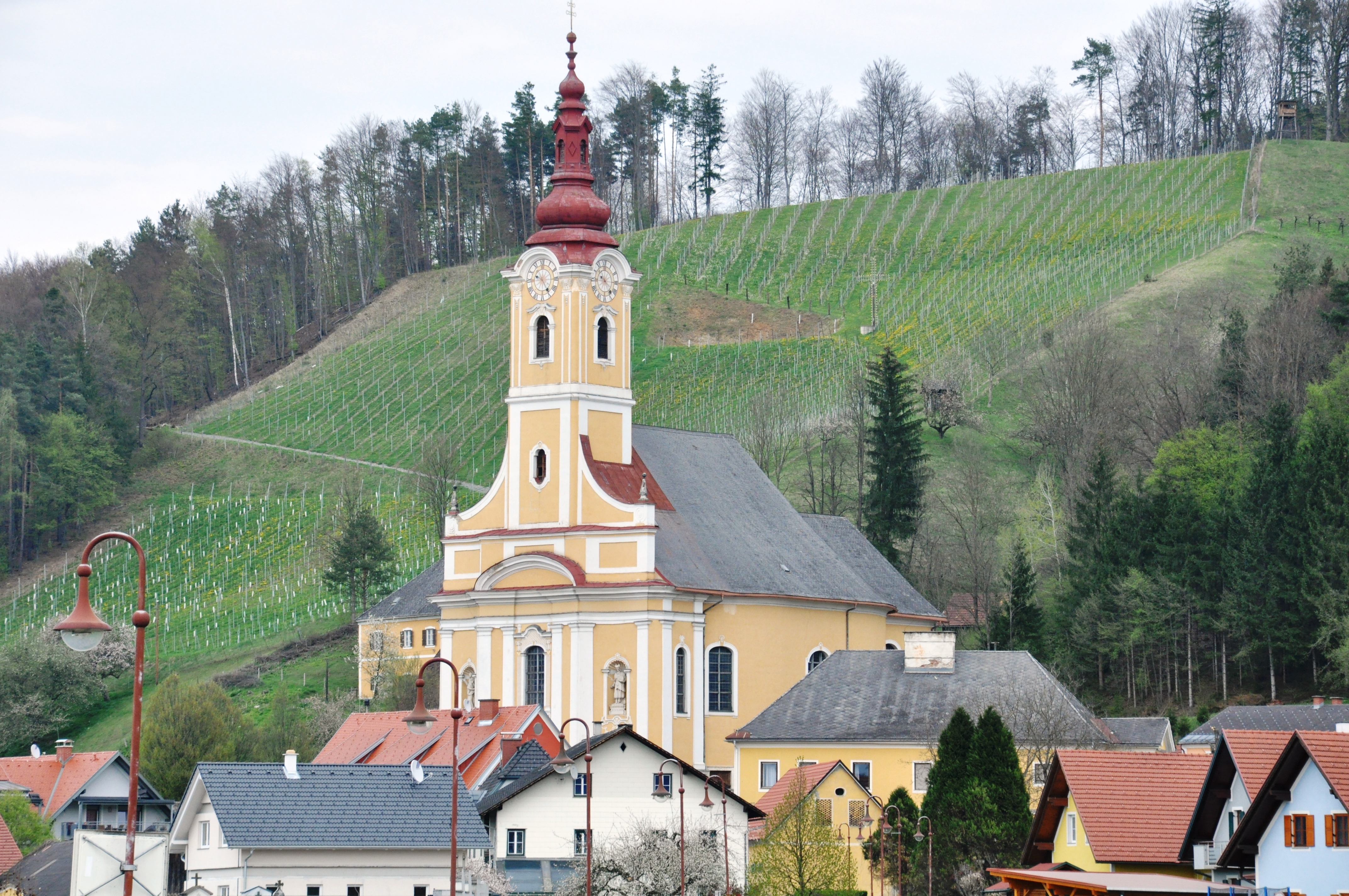
Katholische Pfarrkirche hl. Johannes der Täufer in St. Johann im Saggautal

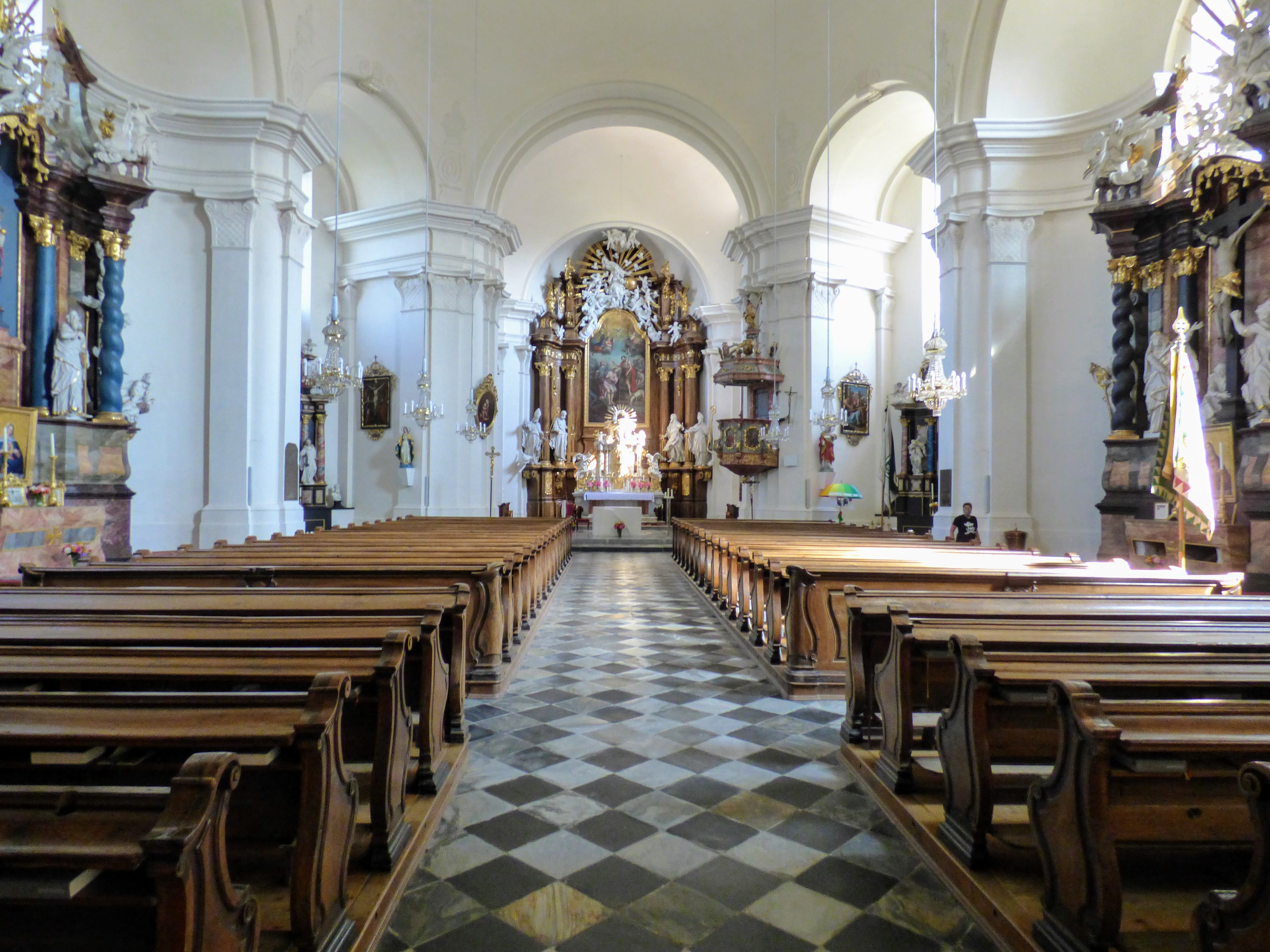
Ovaler Zentralraum, Blick zum Chor

Die Pfarrkirche St. Johann im Saggautal steht in der Gemeinde Sankt Johann im Saggautal im Bezirk Leibnitz in der Steiermark. Die dem Patrozinium hl. Johannes der Täufer unterstellte römisch-katholische Pfarrkirche gehört zum Dekanat Leibnitz in der Diözese Graz-Seckau. Die Kirche mit der Kirchhofmauer und Treppenanlage stehen unter Denkmalschutz (Listeneintrag).

## Geschichte
Die Pfarre wurde bereits 1170 genannt.
Der barocke Neubau mit einem Längsovalen Zentralraum nach dem Vorbild der Peterskirche in Wien erfolgte von 1753 bis 1758 wohl als Hauptwerk des Marburger Baumeisters Johann Fuchs. 1961/1963 war eine Innenrestaurierung.

## Architektur
Die barocke Kirche mit einem längsovalen Zentralraum und einem Chor hat eine mehrfach geschwungene Turmfassade.
Das Kircheninnere zeigt einen Zentralraum mit einer mächtigen Flachkuppel überwölbt, seitlich umfasst die Außenmauer insgesamt sechs Kapellen, teils gibt es gekuppelte Pilaster mit Gitterwerkkapitellen und darüber eine schwere Gesimszone. Der ostseitige quadratische Chor ist im Chorschluss ausgerundet. Westseitig befindet sich ein schmales Vorjoch mit einer dreifach geschwungenen Orgelempore mit seitlich anschließenden Nebenräumen.

## Ausstattung
Der Hochaltar aus gebeiztem Holz trägt weißgefaßte Statuen von Veit Königer 1765, den Tabernakel schuf Königer bereits 1763. Das Altarbild Taufe Christi malte Philipp Carl Laubmann 1772. Den Alexiusaltar 1705 und Nothelferaltar 1717 schuf der Leibnitzer Bildhauer Johann Stütz, das Altarblatt hl. Alexius malte Jakob Zanusi, das Altarbild Nothelfer malte der Grazer Maler Johann Grebitscher. Den Marien/Rosenkranz-Altar und Kreuzaltar schuf der Bildhauer Johann Georg Mersi 1760/1761.
Die Orgel bauten die Gebrüder Rieger 1892 als Opus 336 mit zwei Manualen und 17 Registern.

## Pfarrer
- Krystian Puszka – seit 2020
- Johann Puntigam – 1974 bis 2020
- Karl Knaus – 1967 bis 1974
- Josef Steiner – 1967
- Anton Klobassa (Provisor) – 1967
- Alois Gölles – 1940 bis 1967
- Johann Lenz – 1939 bis 1940
- Josef Kapfer – 1930 bis 1939
- Franz Gölles – 1903 bis 1930
- Franz Trummer – 1881 bis 1903
- Stefan Suppan (Provisor) – 1881
- Franz Stiendl – 1868 bis 1881
- Anton Missia – 1860 bis 1868
- Josef Ferenc (Provisor) – 1859 bis 1860
- Jakob Hugowitsch – 1835 bis 1859
- Anton Alter (Provisor) – 1835
- Johann Kohl – 1831 bis 1835
- Anton Schindler (Provisor) – 1831
- Carl Gangel (Provisor) – 1831
- Georg Wilhelm – 1824 bis 1831
- Anton Krug (Provisor) – 1824
- Franz Pongratz (Provisor) – 1824
- Josef Preising – 1817 bis 1824
- Joseph Kovatschitsch (Provisor) – 1817
- Johann Waltl – 1810 bis 1817
- Johann Georg Halbig (Provisor) – 1810
- Johann Baptist von Winklern – 1801 bis 1810